# La vita sessuale di Catherine M.
La vita sessuale di Catherine M. è un libro autobiografico che per l'argomento trattato ed il linguaggio esplicito usato rientra nel genere di letteratura erotica, scritto dalla curatrice e critica d'arte Catherine Millet. Pubblicato per la prima volta nel 2001, fu subito un successo editoriale scandalistico tradotto in 44 lingue, distribuito in italiano dalla Arnoldo Mondadori Editore.

## Contenuti
L'autrice si propone di raccontare nel dettaglio tutte le esperienze sessuali che ha avuto nel corso della propria vita. Queste sono distribuiti in quattro capitoli, intitolati rispettivamente "Il numero", "Lo spazio", "Lo spazio raccolto" e "Particolari", per evitare una narrazione cronologica (fonte di distorsione secondo la narratrice).
Il testo ha un forte contrasto tra il soggetto (spesso molto crudo nelle descrizioni, in cui la sessualità è ritratta nella più assoluta attenzione ai dettagli) e la forma (un registro di lingua volentieri sostenuto, preciso e chirurgico).
In alcuni sviluppi, il libro può essere paragonato ad un processo, in cui l'autore distribuisce più micro-analisi, non esitando ad analizzare, teorizzare e giudicare le sue esperienze.
La vicenda entra molto rapidamente in tema, con un episodio di sesso di gruppo in cui la donna protagonista dichiara: "mi piace succhiare i cazzi degli uomini".
Il libro vuole essere una sorta di memoriale in cui la Millet descrive le orge da lei frequentate con un massimo di centocinquanta persone, in cui lei avrebbe avuto dei rapporti sessuali con circa un quarto dei presenti. Si discute anche se il sesso all'aperto sia migliore nei paesi di campagna o nei contesti urbani, ma anche il perché non avrebbe mai potuto diventare una prostituta.
La Millet scrive infine che lei stessa vive in un matrimonio aperto con un uomo dal 1970, che comprende il suo amore per il sesso con partner multipli.

## Critica
È stato considerato da Edmund White come "il libro più esplicito sul sesso mai scritto da una donna".
"Per un buon quarto del tempo la narrazione è pura e semplice pornografia; per il resto del tempo è una ruminazione sulla natura del desiderio e del piacere e nei riguardi dell'esperienza di vivere una vita specificamente disposta a lasciare il desiderio e il piacere avere la loro strada liberamente aperta. È eccitante, esplicito, seccamente divertente e talvolta estremamente sconcertante. L'unica cosa veramente sconvolgente su di esso è che è stato scritto da una donna eterosessuale e non un uomo gay".

## Edizioni
- Millet C., La vita sessuale di Catherine M., 2001, trad. Monica Capuani, Mondadori, ISBN 978 88 045 0965 3